# Grote klit
De grote klit, ook wel grote klis genoemd (Arctium lappa) is een tweejarige plant die tot de composietenfamilie (Asteraceae) behoort. De grote klit komt in het wild voor in Europa en Azië.

## Beschrijving
De grote klit onderscheidt zich van de gewone klit doordat de bladsteel van de rozetbladen bij de grote klit gevuld en bij de gewone klit aan de voet hol is. De plant bloeit van juni tot eind augustus, De hoofdjes van de grote klit zijn 3-4,5 cm breed. Deze zijn gevaarlijk voor mensen, paarden en honden.  De hoofdjes zijn tuilvormig gerangschikt en vrij kort- tot langgesteeld. De vruchten zijn nootjes. De plant kan 0,4–2 m hoog worden en vormt een penwortel.
De grote klit komt in Nederland voornamelijk voor in het Rivierengebied en Zeeland, maar is ook te vinden in Gelderland en Zuid-Holland.

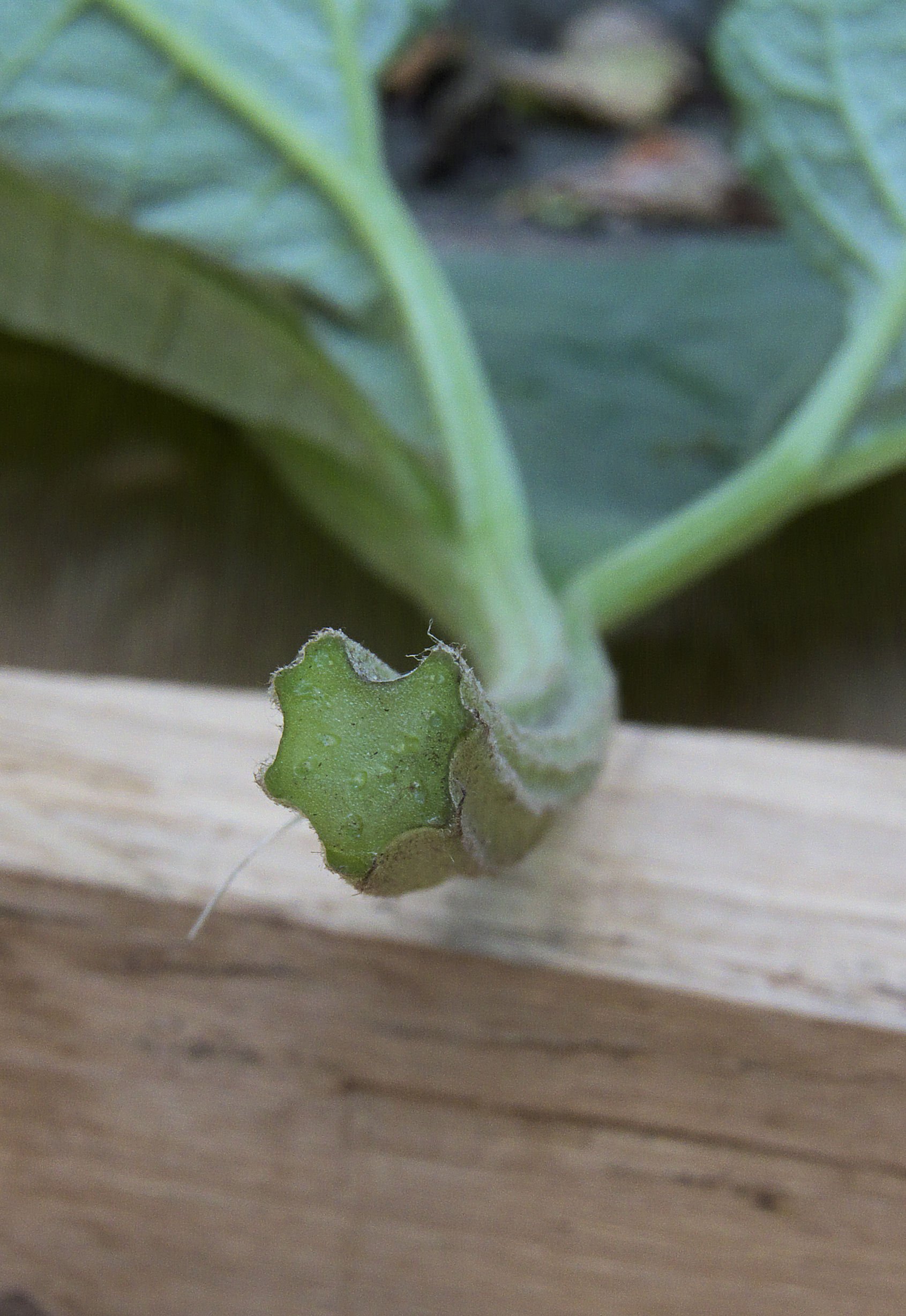
Gevulde bladsteel
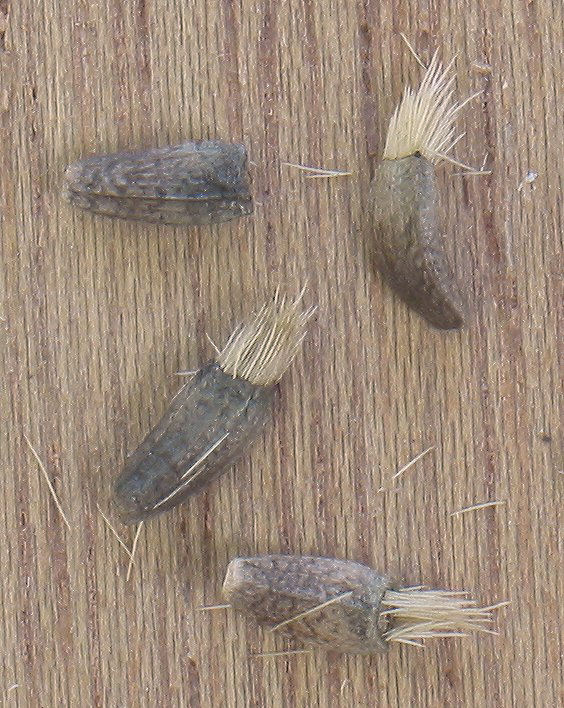
vruchtjes van Grote klit

## Ecologie
De grote klit komt voor in bermen, ruigten en op open plekken in bossen. De vruchten worden verspreid doordat ze aan de vacht van dieren blijven hangen. Ook blijven ze aan kleding hangen.

## Toepassingen

### Groente

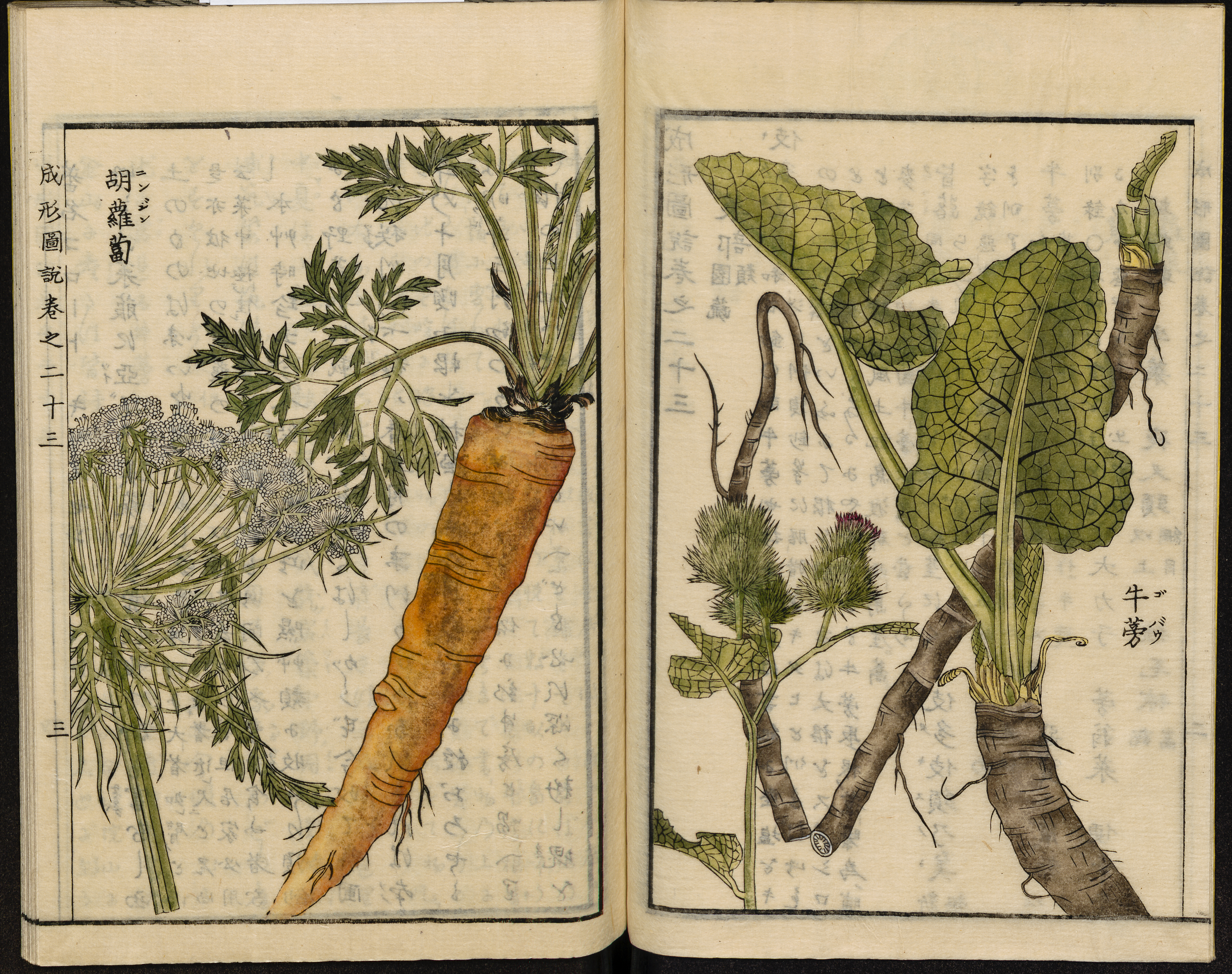
Arctium lappa L. (rechts) Illustratie uit de Japanse landbouw-encyclopedie Seikei Zusetsu (1804)

De penwortel van jonge planten kan gegeten worden. In Europa wordt de plant bijna niet meer gegeten, maar in Azië is het nog een populaire groente. Een Japanse cultivar is bijvoorbeeld 'Takinogawa Long'.
Jonge bloeistengels kunnen in het late voorjaar voordat de bloemen verschijnen ook gegeten worden. De smaak lijkt wat op die van artisjok.

### Medicinale toepassingen
Voor medicinaal gebruik wordt de wortel in de herfst van het eerste groeijaar of in het daaropvolgend voorjaar geoogst en gedroogd.
De klit is volgens de volksgeneeskunde vochtafdrijvend en bloedreinigend. Er zijn aanwijzingen dat de ontstekingsremmende eigenschappen van de plant ook effectief zijn tegen atopisch eczeem.

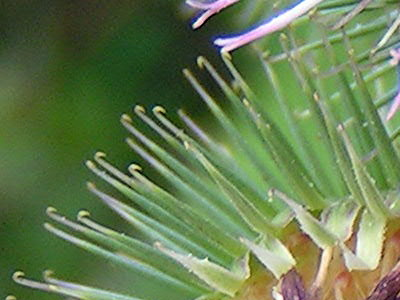
Detail
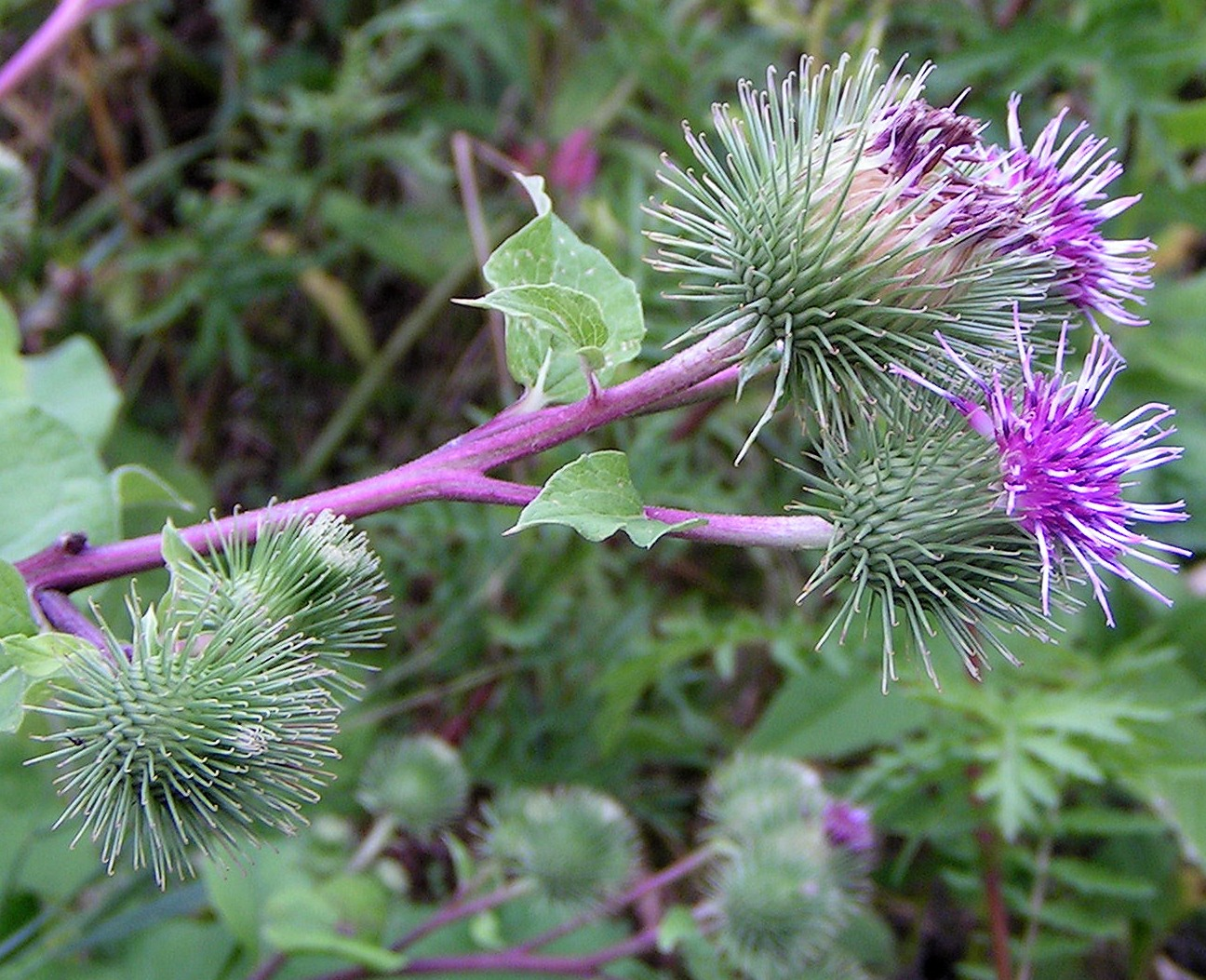
Bloeiwijzen